# Lotec
Lotec − niemiecki producent samochodów z siedzibą w Kolbermoor. Założony w 1962 roku przez Kurta Lotterschmida. Od początku istnienia firma Lotec zajmuje się rozwojem i optymalizacją oraz modyfikacjami w samochodach, a także doradztwem. Lotec ponadto podnosi osiągi i właściwości jezdne takich marek jak Mercedes-Benz czy Opel. Uboczną produkcją firmy są jej własne supersamochody.
| Modele Loteca | Modele Loteca  | Modele Loteca                            | Modele Loteca                      | Modele Loteca | Modele Loteca       |
| Nazwa         | Lata produkcji | Silnik                                   | Moc maksymalna (KM)                | 0-100 km/h    | Prędkość maks. km/h |
| ------------- | -------------- | ---------------------------------------- | ---------------------------------- | ------------- | ------------------- |
| C1000         | 1990-1991      | (8-cyl. w układzie V, turbodoładowanie)  | 625 kW / (850 KM) @ 6200 obr./min  | 4.2 sek       | 374 km/h            |
| TT1000        | 1990-1991      | (8-cyl. w układzie V, turbodoładowanie)  | 575 kW / (780 KM) @ 6400 obr./min  | 4.8 sek       | 355 km/h            |
| Ambassadeur   | 1991-1991      | (8-cyl. w układzie V, turbodoładowanie)  | 410 kW / (550 KM) @ 5800 obr./min  | 5.2 sek       | 250 km/h            |
| Sirius        | 2000-          | (12-cyl. w układzie V, turbodoładowanie) | 887 kW / (1200 KM) @ 6300 obr./min | 3.8 sek       | 400 km/h            |